# サント＝コロンブ＝ド＝ラ＝コマンドリー
サント＝コロンブ＝ド＝ラ＝コマンドリー（Sainte-Colombe-de-la-Commanderie）は、フランス、オクシタニー地域圏ピレネーゾリアンタル県のコミューン。

## 地理
テュイールの町の南西に位置する。

## 由来
カタルーニャ語ではSanta Coloma de TuïrまたはSanta Coloma de la Comandaと呼ばれる。

## 歴史
カタルーニャ語の地名サンタ・クローマ（Santa Coloma）が公文書に登場するのは974年、ローマ教皇ベネディクトゥス6世がアール・テンポルダーにあるサン・ペレ修道院（ca）を支持しその権限に言及したときである。この修道院の所有物のうち、Santa Coloma y la villa conjuncta教会の名があり、所有や権限を西フランク王ロテールとローマ教皇ヨハネス15世が認めていた。
11世紀初頭、la vilar de Conjuntaの集落はサルダーニャ子爵ベルナトの手に渡った。彼は教区とサント・コロンブ教会の自由所有権を持つと主張していた。1018年、その所有権はリュピアのサン・トマ教会で開廷された裁判の争点となった。裁判にはバザルー伯ベルナトと彼の弟であるサルダーニャ伯ギフレ2世が出席した。裁判は子爵ベルナトの息子スニフレーの勝利で終わった。
12世紀、村はアラゴン王アルフォンソ2世時代に王領となった。13世紀、サント＝コロンブはパラウダ家（一族の発祥はバレスピル地方のパラルダ）に従属していた。マヨルカ王ジャウマ2世は、ベルナト・ド・パラウダに民事権と刑事権を授けた。ベルナト・ド・パラウダの父ラモンは、1345年にペラ儀典王に対し、サント・コロンブ城とカステルノー城の領地を区切るため要請書を送っている。テンプル騎士団がサント・コロンブの領主権を直後に得られたのは、おそらくこの家系からであった。サント・コロンブにできたコマンドリーは、コマンドリー・ド・マス・デューに従属するようになった。地名はSanta Coloma de la Comanda、その後Santa Coloma des Hospitaliersとして知られるようになった。
1312年、1307年に没収されたテンプル騎士団の資産は聖ヨハネ騎士団に与えられた。聖ヨハネ騎士団はアンシャン・レジームが終わるまでサント・コロンブを所有し続けた。

## 人口統計
| 1962年 | 1968年 | 1975年 | 1982年 | 1990年 | 1999年 | 2006年 | 2012年 |
| ------ | ------ | ------ | ------ | ------ | ------ | ------ | ------ |
| 73     | 60     | 71     | 87     | 83     | 101    | 115    | 140    |

source=1999年までLdh/EHESS/Cassini、2004年以降INSEE